# Szabolcs Szabó
Dans le nom hongrois Szabó Szabolcs, le nom de famille précède le prénom, mais cet article utilise l’ordre habituel en français Szabolcs Szabó, où le prénom précède le nom.
 (novembre 2017).
Si vous disposez d'ouvrages ou d'articles de référence ou si vous connaissez des sites web de qualité traitant du thème abordé ici, merci de compléter l'article en donnant les références utiles à sa vérifiabilité et en les liant à la section « Notes et références ».
Szabolcs Szabó, né le 11 février 1979 à Gyula, est une personnalité politique hongroise, membre du parti Ensemble et député non-inscrit à l'Assemblée hongroise (dix-septième circonscription de Budapest). 